# Transhimalaya

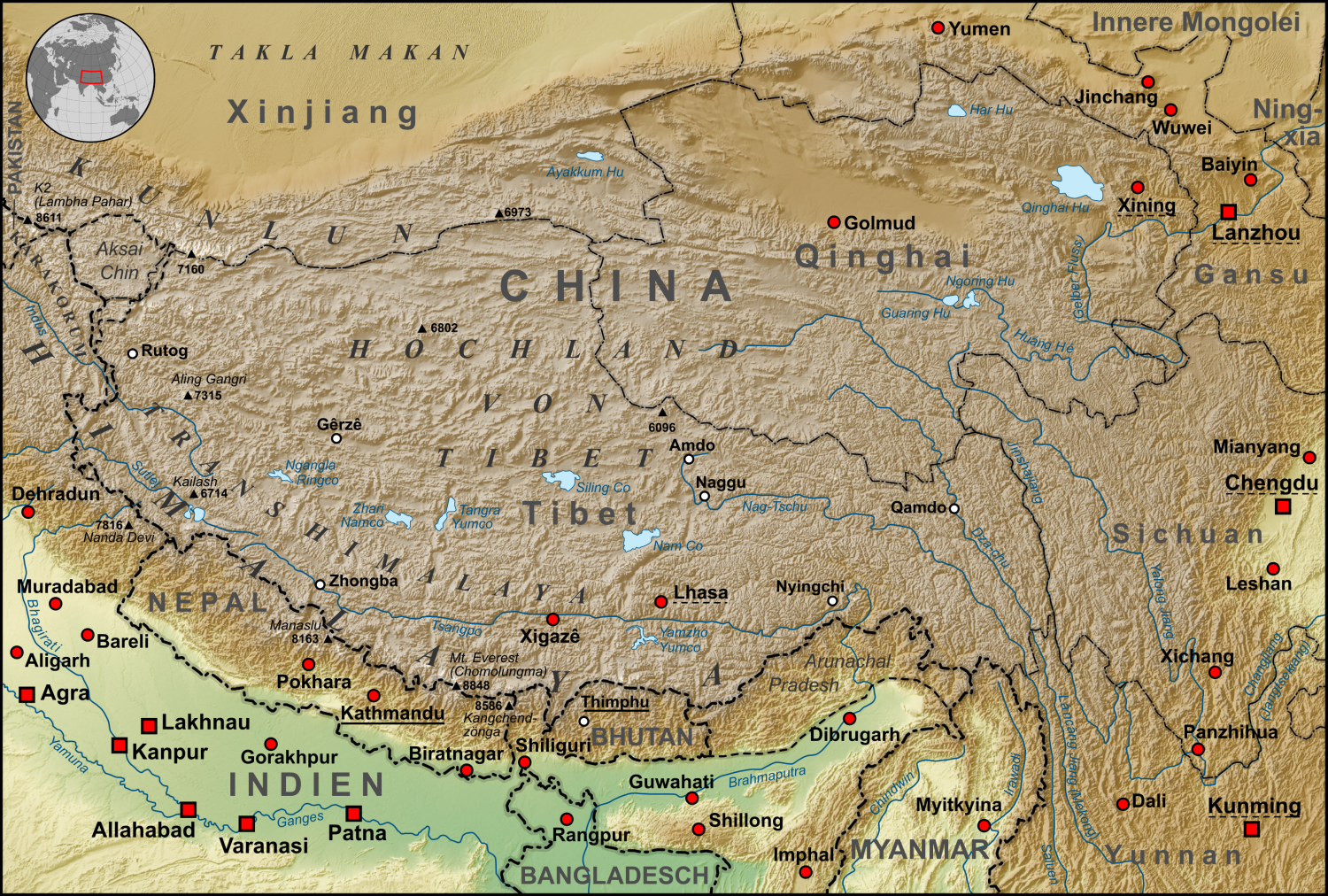
Mapa físico del Tíbet, en el que aparecen los Transhimalaya

La cordillera de los Transhimalaya (o también, Transhimalayas o Trans-Himalaya o Trans-Himalayas), a veces cordillera Gangdise - Nyenchen Tanglha, es una importante cadena montañosa del Asia Central de más de 1.600 km de largo que se extiende en paralelo, en una dirección O-E, a la cordillera principal del Himalaya. Ubicada al norte del río Yarlung Tsangpo, en el extremo sur de la meseta tibetana, el Transhimalaya está compuesta por la cordillera Gangdise, al oeste, y la cordillera Nyenchen Tanglha, al este. El lugar fue descubierto, para los occidentales, por el explorador sueco Sven Hedin y por ello también se conoce a veces como cordillera Hedin en su honor.     
El pico más elevado de esta cordillera es el Nyenchen Tanglha (7162 m), siendo también importante el monte Kailash (6.638 m), una montaña sagrada que es el único gran pico en el mundo que no ha sido escalado nunca en respeto a esa tradición religiosa.
A veces la expresión Transhimalaya se refiere a toda la región del Tíbet que hay al otro lado del Himalaya.